# Henry Miller, poète maudit
Pour plus de détails, voir Fiche technique et Distribution.
Henry Miller, poète maudit est un documentaire français réalisé par Michèle Arnaud et sorti en 1974.

## Fiche technique
- Titre : Henry Miller, poète maudit
- Autre titre : Virage à 80 (pour la diffusion en salles)
- Réalisation : Michèle Arnaud
- Musique : Henri Salvador
- Pays de production :  France
- Durée : 120 minutes
- Date de sortie :  France - 25 mai 1974[1]

## Distribution
- Lawrence Durrell
- Henry Miller
- Pierre Vaneck (voix)

## Sélection
- Festival de Cannes 1974 (hors compétition)[2]